# Bandai

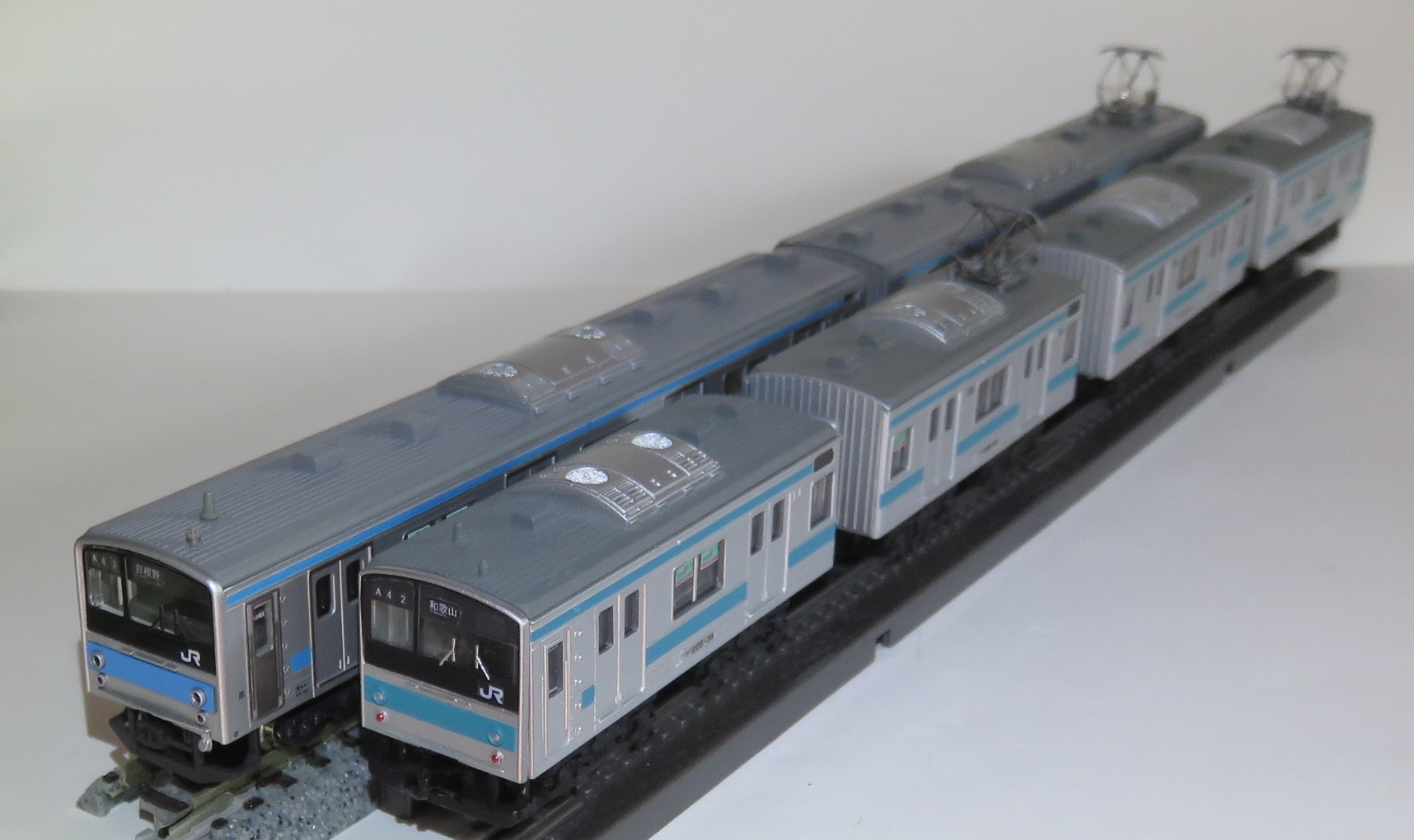
Model kolejowy wyprodukowany przez Bandai

Bandai Co., Ltd. (jap. 株式会社バンダイ Kabushiki-gaisha Bandai) – japońska firma produkująca zabawki. Założona została w 1950 roku, od 2006 roku działa jako Namco Bandai Games.